# Contea di Tuquan
La contea di Tuquan (突泉县S, Tūquán XiànP) è una contea della Cina, situata nella regione autonoma della Mongolia Interna e amministrata dalla lega di Xing'an.